# Episodi di Superstore (seconda stagione)
La seconda stagione della serie televisiva Superstore è stata trasmessa in prima visione assoluta negli Stati Uniti d'America da NBC dal 22 settembre 2016.
In Italia, la stagione è stata trasmessa in prima visione a pagamento da Joi, canale della piattaforma Mediaset Premium, dal 27 ottobre 2017 al 12 gennaio 2018.
| nº | Titolo originale      | Titolo italiano             | Prima TV USA      | Prima TV Italia  |
| -- | --------------------- | --------------------------- | ----------------- | ---------------- |
| 1  | Speciale: Olympics    | Le olimpiadi                | 19 agosto 2016    | 27 ottobre 2017  |
| 2  | Strike                | Lo sciopero                 | 22 settembre 2016 | 3 novembre 2017  |
| 3  | Back to Work          | L'ispettore                 | 29 settembre 2016 | 3 novembre 2017  |
| 4  | Guns, Pills and Birds | Armi, pillole e corvi       | 6 ottobre 2016    | 10 novembre 2017 |
| 5  | Spokesman Scandal     | Il test antidroga           | 13 ottobre 2016   | 10 novembre 2017 |
| 6  | Dog Adoption Day      | L'adozione dei cani         | 20 ottobre 2016   | 17 novembre 2017 |
| 7  | Halloween Theft       | Il furto di Halloween       | 27 ottobre 2016   | 17 novembre 2017 |
| 8  | Election Day          | Il giorno delle elezioni    | 3 novembre 2016   | 24 novembre 2017 |
| 9  | Seasonal Help         | I lavoratori stagionali     | 10 novembre 2016  | 24 novembre 2017 |
| 10 | Black Friday          | Il giorno delle prime volte | 10 novembre 2016  | 1º dicembre 2017 |
| 11 | Lost and Found        | Oggetti smarriti            | 5 gennaio 2017    | 1º dicembre 2017 |
| 12 | Rebranding            | Il nuovo che avanza         | 12 gennaio 2017   | 8 dicembre 2017  |
| 13 | Ladies' Lunch         | Pranzo tra donne            | 2 febbraio 2017   | 8 dicembre 2017  |
| 14 | Valentine's Day       | Il giorno di San Valentino  | 9 febbraio 2017   | 15 dicembre 2017 |
| 15 | Super Hot Store       | Tutti pazzi per il caldo    | 16 febbraio 2017  | 15 dicembre 2017 |
| 16 | Wellness Fair         | Bugie su bugie              | 23 febbraio 2017  | 22 dicembre 2017 |
| 17 | Integrity Award       | Il premio per l'integrità   | 16 marzo 2017     | 22 dicembre 2017 |
| 18 | Mateo's Last Day      | Cattive recensioni          | 23 marzo 2017     | 29 dicembre 2017 |
| 19 | Glenn's Kids          | La figlia del capo          | 6 aprile 2017     | 29 dicembre 2017 |
| 20 | Spring Cleaning       | Pulizie di primavera        | 20 aprile 2017    | 5 gennaio 2018   |
| 21 | Cheyenne's Wedding    | Il matrimonio di Cheyenne   | 27 aprile 2017    | 5 gennaio 2018   |
| 22 | Tornado               | L'ora della verità          | 4 maggio 2017     | 12 gennaio 2018  |